# Extrait de plantes standardisé
Pour les articles homonymes, voir EPS.
Un extrait de plantes standardisé (EPS) est une préparation à base de plantes médicinales, à teneur garantie en principes actifs, reconnue comme une matière première à usage pharmaceutique (MPUP). Ces extraits ont été mis au point par le pharmacologiste Daniel Jean et commercialisés au début des années 2000. Les plantes fraiches sont broyées à froid (−90 °C). Leurs principes actifs sont ensuite récupérés par multi-extraction hydroalcoolique et préservés dans une solution glycérinée.
C'est la molécule active déterminée comme principe actif qui sert de traceur de la concentration de l'extrait ainsi que sa date de péremption.